# Lathyrus
Genre
Lathyrus est un genre de plantes à fleurs de la famille des Fabaceae (sous-famille des Faboideae selon la classification phylogénétique). C'est le genre des gesses (nom vernaculaire d'origine incertaine), même si certaines espèces sont nommées « pois » dans le langage courant  (dont les pois-fleur et pois de senteur). Ce sont des plantes herbacées.
Ce genre est proche des genres Vicia (les vesces et fèves) et Pisum (les petits pois). Il comprend une centaine d'espèces. Ce sont des plantes annuelles ou vivaces grimpantes à fleurs papilionacées.

## Étymologie
Le nom scientifique Lathyrus désignait en latin (lathyros) et en grec (lathyros et lathyron) une plante de la famille des Légumineuses. 

## Taxinomie

### Liste d'espèces
Selon The Plant List (31 décembre 2017) :
- Lathyrus allardii Batt.
- Lathyrus alpestris (Waldst. & Kit.) Celak.
- Lathyrus amphicarpos L.
- Lathyrus angulatus L.
- Lathyrus anhuiensis Y.J.Zhu & R.X.Meng
- Lathyrus annuus L.
- Lathyrus aphaca L. - La gesse aphylle ou gesse sans feuilles
- Lathyrus arizonicus Britton
- Lathyrus armenus (Boiss. & A. Huet) Čelak.
- Lathyrus atropatanus (Grossh.) Sirj.
- Lathyrus aureus (Steven) D.Brandza
- Lathyrus bauhinii P.A.Genty
- Lathyrus berteroanus Savi
- Lathyrus biflorus T.W.Nelson & J.P.Nelson
- Lathyrus bijugatus T.G.White
- Lathyrus bijugus Boiss. & Noe
- Lathyrus binatus Pancic
- Lathyrus blepharicarpus Boiss.
- Lathyrus brachycalyx Rydb.
- Lathyrus brachyodon Murb.
- Lathyrus cabreranus Burkart
- Lathyrus campestris Phil.
- Lathyrus cassius Boiss.
- Lathyrus caudatus Wei & H.P.Tsui
- Lathyrus chloranthus Boiss.
- Lathyrus cicera L. - La gesse chiche ou jarosse
- Lathyrus ciliatidentatus Czefr.
- Lathyrus cirrhosus Ser.
- Lathyrus clymenum L.
- Lathyrus coerulescens Boiss. & Reut.
- Lathyrus colchicus Lipsky
- Lathyrus crassipes Gillies ex Hook. & Arn.
- Lathyrus cryophilus Chodat & Wilezek.
- Lathyrus davidii Hance
- Lathyrus delnorticus C.L.Hitchc.
- Lathyrus dielsianus Harms
- Lathyrus digitatus (M.Bieb.) Fiori
- Lathyrus dominianus Litv.
- Lathyrus elegans Vogel
- Lathyrus emodi (Fritsch) Ali
- Lathyrus eucosmus Butters & St.John
- Lathyrus filiformis (Lam.) Gay
- Lathyrus fissus Ball
- Lathyrus frolovii Rupr.
- Lathyrus glandulosus Broich
- Lathyrus gmelinii Fritsch
- Lathyrus gorgoni Parl.
- Lathyrus graminifolius (S.Watson) T.G.White
- Lathyrus grandiflorus Sibth. & Sm.
- Lathyrus grimesii Barneby
- Lathyrus hallersteinii Baumg.
- Lathyrus hasslerianus Burkart
- Lathyrus heterophyllus L.
- Lathyrus hierosolymitanus Boiss.
- Lathyrus hirsutus L.
- Lathyrus hitchcockianus Barneby & Reveal
- Lathyrus holochlorus (Piper) C.L.Hitchc.
- Lathyrus hookeri G.Don
- Lathyrus humilis (Ser.) Spreng.
- Lathyrus hygrophilus Taub.
- Lathyrus inconspicuus L.
- Lathyrus incurvus (Roth) Willd.
- Lathyrus japonicus Willd.
- Lathyrus jepsonii Greene
- Lathyrus komarovii Ohwi
- Lathyrus krylovii Serg.
- Lathyrus lacaitae Czefr.
- Lathyrus lacteus (M. Bieb.) E.D. Wissjul.
- Lathyrus laetiflorus Greene
- Lathyrus laetivirens Greene ex Rydb.
- Lathyrus laevigatus (Waldst. & Kit.) Gren.
- Lathyrus lanszwertii Kellogg
- Lathyrus latidentatus Jelen.
- Lathyrus latifolius L. - Le pois vivace ou gesse à larges feuilles
- Lathyrus laxiflorus (Desf.) Kuntze
- Lathyrus ledebourii Trautv.
- Lathyrus leptophyllus M.Bieb.
- Lathyrus leucanthus Rydb.
- Lathyrus linearifolius Vogel
- Lathyrus linifolius (Reichard) Bassler - La gesse à feuilles de lin
- Lathyrus littoralis (Torr. & A.Gray) Walp.
- Lathyrus lomanus I.M.Johnst.
- Lathyrus macropus Hook. & Arn.
- Lathyrus macrostachys Vogel
- Lathyrus magellanicus Lam.
- Lathyrus marmoratus Boiss. & Blanche
- Lathyrus meridensis Pittier
- Lathyrus miniatus M. Bieb. ex Steven
- Lathyrus mulkak Lipsky
- Lathyrus multiceps Clos
- Lathyrus nervosus Lam.
- Lathyrus neurolobus Boiss. & Heldr.
- Lathyrus nevadensis S.Watson
- Lathyrus niger (L.) Bernh.
- Lathyrus nigrivalvis Burkart
- Lathyrus nissolia L.
- Lathyrus nitens Vogel
- Lathyrus nivalis Hand.-Mazz.
- Lathyrus numidicus Batt.
- Lathyrus ochroleucus Hook.
- Lathyrus ochrus (L.) DC.
- Lathyrus odoratus L. - Le pois de senteur
- Lathyrus pallescens (M.Bieb.) K.Koch
- Lathyrus palustris L. - La gesse des marais
- Lathyrus pancicii (Jurisic) Adamovic
- Lathyrus pannonicus (Jacq.) Garcke (pelouses calcaires medio-européennes et occidentales)
- Lathyrus paraguariensis Hassl.
- Lathyrus paranensis Burkart
- Lathyrus parodii Burkart
- Lathyrus parvifolius S.Watson
- Lathyrus pastorei (Burkart) Rossow
- Lathyrus pauciflorus Fernald
- Lathyrus pisiformis L.
- Lathyrus polymorphus Nutt.
- Lathyrus polyphyllus Torr. & A.Gray
- Lathyrus pratensis L. - La gesse des prés
- Lathyrus pseudocicera Pamp.
- Lathyrus pubescens Hook. & Arn.
- Lathyrus pusillus Elliott
- Lathyrus quinquenervius (Miq.) Litv.
- Lathyrus rigidus T.G.White
- Lathyrus roseus Steven
- Lathyrus rotundifolius Willd.
- Lathyrus sativus L. - La gesse commune ou pois carré
- Lathyrus saxatilis (Vent.) Vis.
- Lathyrus setifolius L.
- Lathyrus sphaericus Retz.
- Lathyrus splendens Kellogg
- Lathyrus stenophyllus Boiss. & Heldr.
- Lathyrus subalpinus Beck
- Lathyrus subandinus Phil.
- Lathyrus subulatus Lam.
- Lathyrus sulphureus A.Gray
- Lathyrus sylvestris L. - La gesse des bois  ou gesse sauvage
- Lathyrus szowitsii Boiss.
- Lathyrus tempskyanus (Freyn & Sint.) F. Malý
- Lathyrus tingitanus L.
- Lathyrus tomentosus Lam.
- Lathyrus torreyi A.Gray
- Lathyrus tournefortii (Lapeyr.) A.W. Hill
- Lathyrus trachycarpus (Boiss.) Boiss.
- Lathyrus tracyi Bradshaw
- Lathyrus transsilvanicus (Spreng.) Rchb.
- Lathyrus transsylvanicus Rchb. f.
- Lathyrus tremolsianus Pau
- Lathyrus tropicalandinus Burkart
- Lathyrus tuberosus L. - La gesse tubéreuse
- Lathyrus undulatus Boiss.
- Lathyrus vaniotii H.Lev.
- Lathyrus variabilis (Boiss. & Kotschy) Čelak.
- Lathyrus venetus (Mill.) Wohlf.
- Lathyrus venosus Willd.
- Lathyrus vernus (L.) Bernh. - La gesse printanière ou pois-de-pigeon
- Lathyrus vestitus Torr. & A.Gray
- Lathyrus vinealis Boiss. & Noe
- Lathyrus whitei Kupicha
- Lathyrus woronowii Bornm.
- Lathyrus zalaghensis Andr.
- Lathyrus zionis C.L.Hitchc.

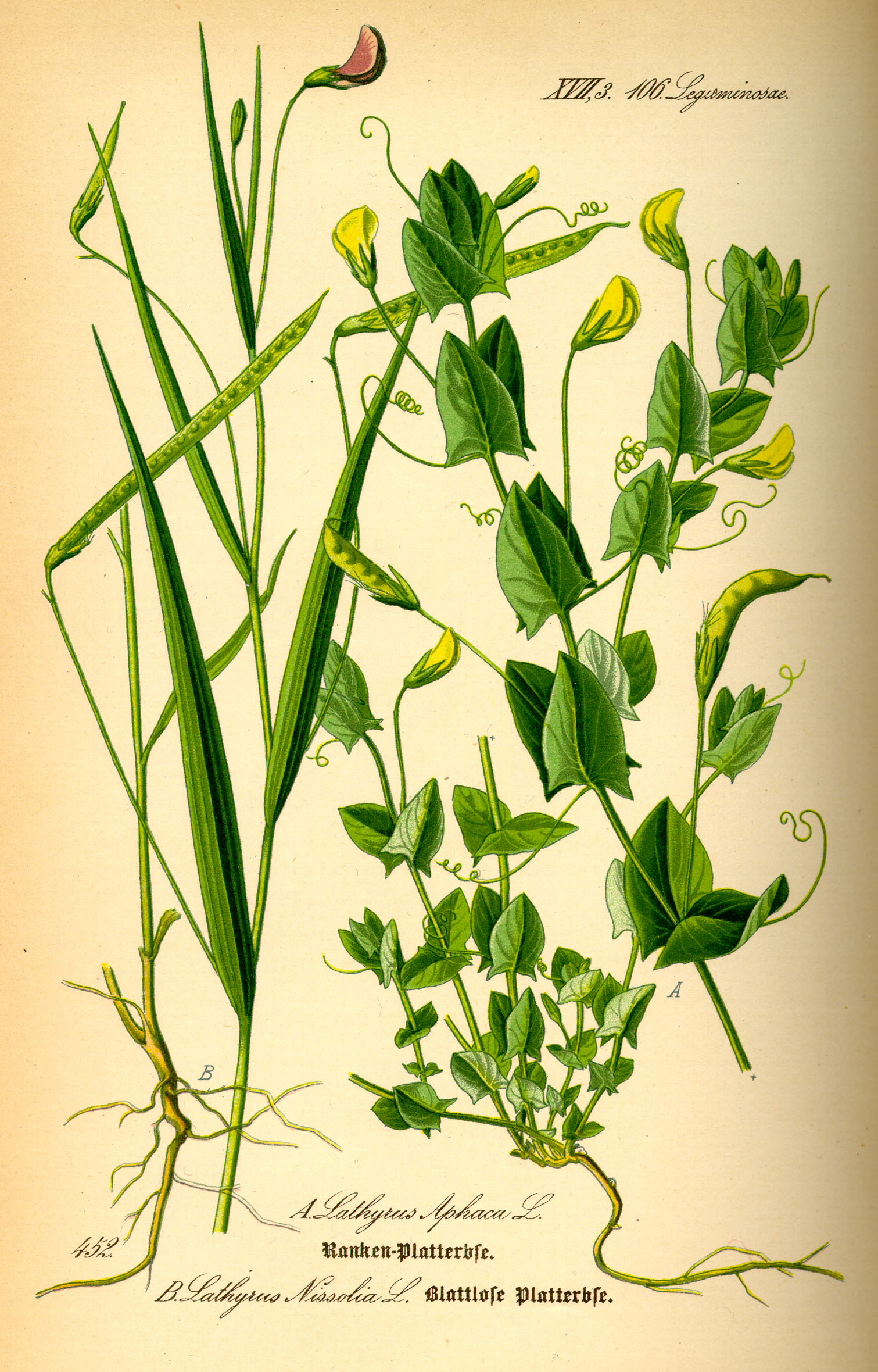
Lathyrus nissolia.
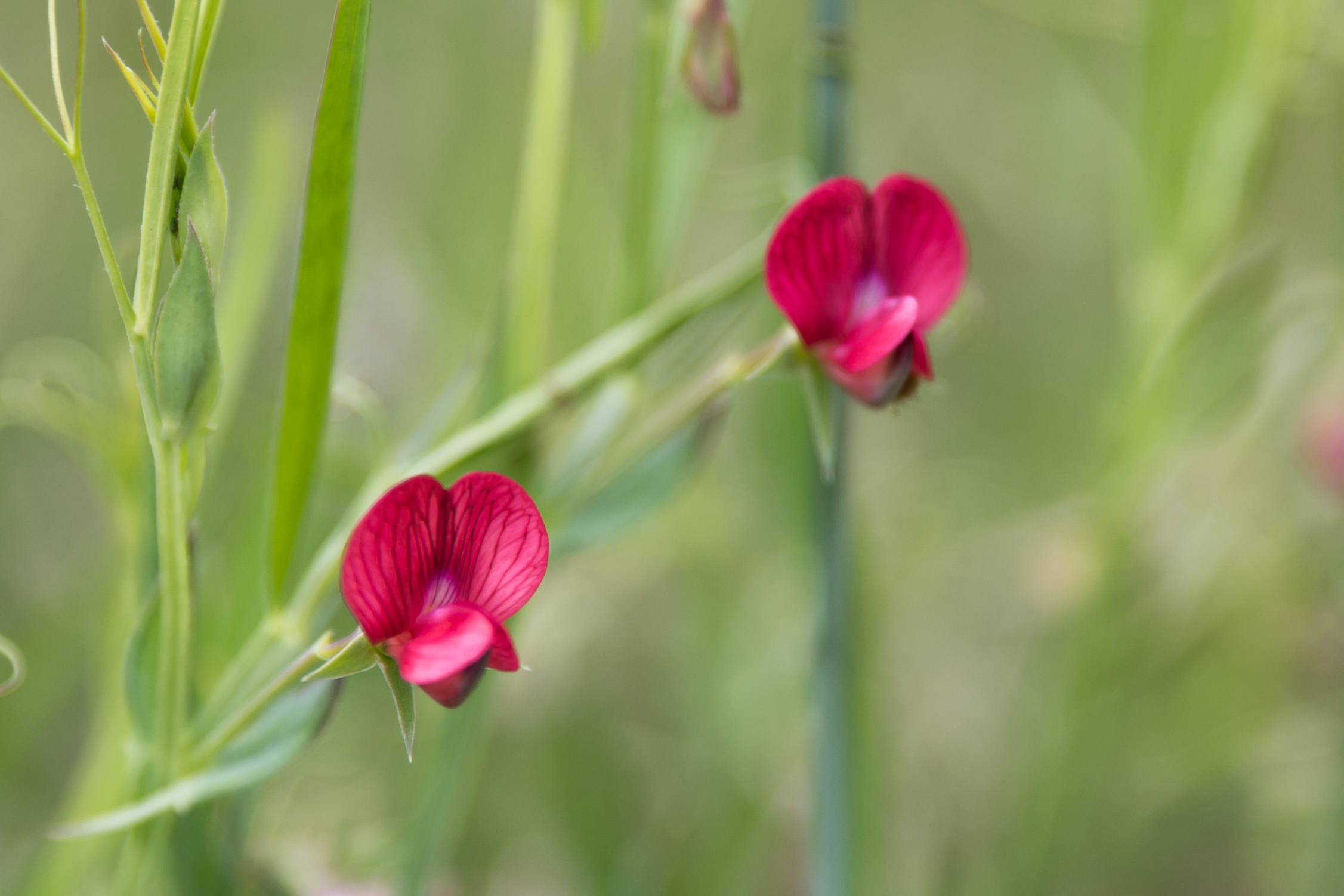
Lathyrus cicera (Gesse chiche).

### Synonymes
Selon Kew Science  :
- Anatropostylia (Plitmann) Kupicha
- Anurus C.Presl
- Aphaca Mill.
- Astrophia Nutt.
- Athyrus Neck.
- Cicercula Medik.
- Clymenum Mill.
- Graphiosa Alef.
- Konxikas Raf.
- Lastila Alef.
- Lathyroides Heist. ex Fabr.
- Lathyros St.-Lag.
- Nissolia Mill.
- Orobus L.

## Utilisations

### Alimentaire
De nombreuses gesses ont été utilisées comme plante de survie grâce à leurs feuilles (crues, elles ont un goût de petit pois prononcé, d'où leur mélange possible avec d'autres salades sauvages ; cuites pour faire des soupes), leurs graines (consommées crues lorsqu'elles sont très jeunes, ou cuites, bouillies, elles ont le goût de lentilles), et, pour la gesse tubéreuse, le tubercule dont le goût rappelle les châtaignes. Les jeunes pousses et les jeunes gousses de certaines espèces (L. latifolius, L. japonicus) sont également comestibles. 

### Culture
Certaines espèces sont cultivées :
- soit comme fourrage ou dans les prairies naturelles, 
  - Lathyrus cicera — La gessette ou jarosse
  - Lathyrus aphaca — La gesse aphylle ou gesse sans feuilles
  - Lathyrus latifolius — Le pois vivace ou gesse à larges feuilles
  - Lathyrus pratensis — La gesse des prés
  - Lathyrus sylvestris — La gesse des bois  ou gesse sauvage

- soit pour leurs graines ou leurs tubercules alimentaires
  - Lathyrus clymenum L. — La gesse clymène, en Grèce, connue sous l'appellation fava santorinis (Φάβα Σαντορίνης)
  - Lathyrus sativus — La gesse commune ou pois carré
  - Lathyrus tuberosus — La gesse tubéreuse

- soit comme plantes d'ornement,
  - Lathyrus odorata — Le pois de senteur
  - Lathyrus vernus —  La gesse printanière ou pois-de-pigeon

- soit ne sont plus actuellement cultivées
  - Lathyrus linifolius - La gesse à feuilles de lin (qui servait au Moyen Âge comme coupe-faim)

## Toxicité
Les graines des espèces de Lathyrus sont parfois toxiques. Leur ingestion sur une longue période (plusieurs mois) à l'exclusion de toute autre nourriture, est à l'origine d'une intoxication alimentaire responsable d'une maladie neurodégénérative, le lathyrisme.

## Calendrier
Le 18e jour du mois de messidor (des moissons) du calendrier républicain / révolutionnaire français est dénommé jour de la gesse, généralement chaque 6 juillet du calendrier grégorien.